# Xe lai sạc điện

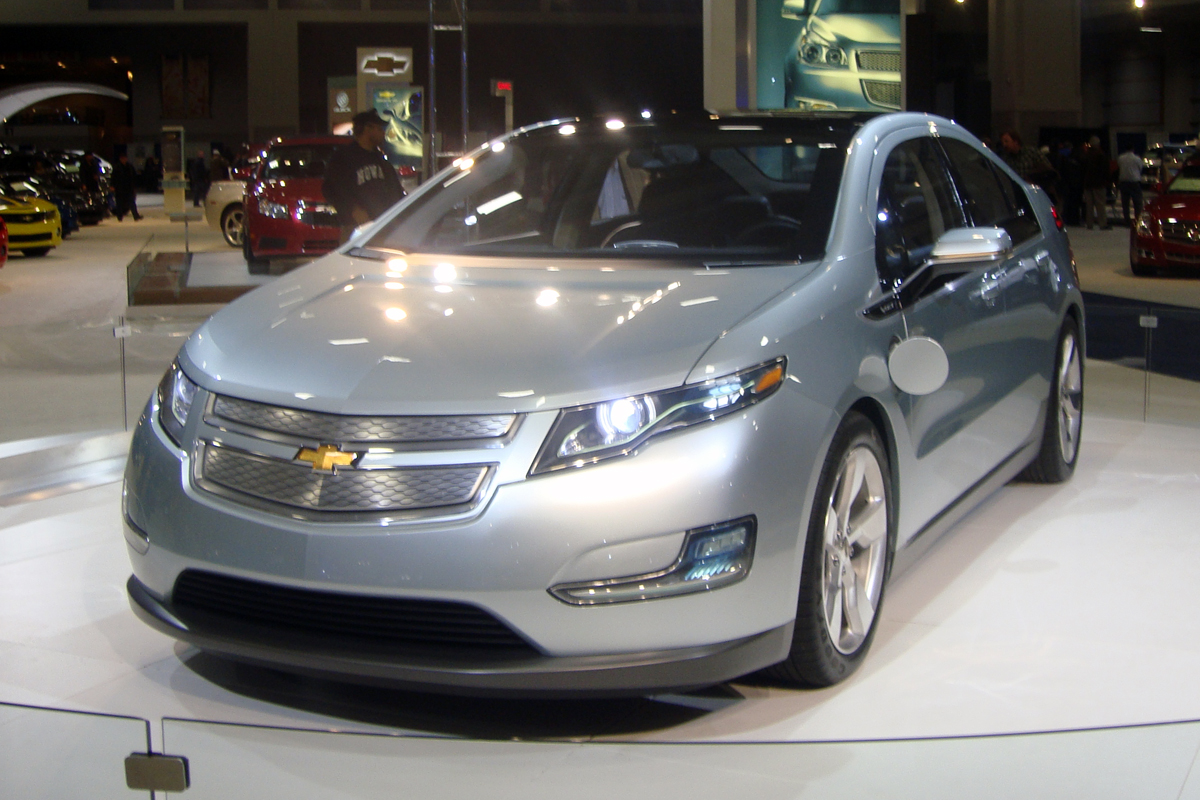
Chevrolet Volt là xe lai sạc điện sản xuất đại trà đầu tiên có mặt tại Hoa Kỳ.

Xe điện lai sạc điện (PHEV) hay xe lai sạc điện (PHV) là xe lai trong đó sử dụng pin sạc, hoặc thiết bị lưu trữ năng lượng khác, có thể được phục hồi để sạc đầy bằng cách kết nối tới một nguồn điện bên ngoài (thường là một phích cắm bình thường). PHEV có đặc điểm của một chiếc xe lai thông thường, có một động cơ điện và một động cơ đốt trong và một thùng dự trữ nhiên liệu cùng với một thiết bị dự trữ điện (pin sạc). Ngoài ra, nó có thêm phích cắm để kết nối với điện lưới. Hầu hết các PHEV trên đường ngày hôm nay là xe ô tô chở khách, nhưng cũng có các phiên bản PHEV của xe thương mại và xe tải, xe tải nhỏ, xe buýt, xe lửa, xe máy, xe tay ga và xe quân sự.
Chi phí dùng điện cho xe lai sạc điện, trong quá trình vận hành chỉ sử dụng điện đã được ước tính ít hơn một phần tư chi phí dùng xăng. So với xe thông thường, các PHEV giảm ô nhiễm không khí tại địa phương và giảm phụ thuộc vào dầu. Các PHEV có thể làm giảm khí nhà kính, loại khí thải đóng góp vào sự nóng lên toàn cầu, so với các phương tiện thông thường. PHEV cũng loại bỏ các vấn đề về giới hạn phạm vi hoạt động của xe chỉ chạy bằng điện, bởi vì các động cơ đốt trong sẽ làm việc khi pin cạn kiệt, cho phép PHEV hoạt động trong phạm vi tương đương với các xe chạy bằng xăng. Xe lại sạc điện không sử dụng nhiên liệu hóa thạch trong thời gian chạy bằng điện hoàn toàn (lưu trữ trong pin) và thải ra khí nhà kính thấp hơn nếu pin được sạc bởi điện có nguồn gốc từ điện tái tạo. Các lợi ích khác bao gồm cải thiện an ninh năng lượng quốc gia, ít trạm xăng hơn, sự tiện lợi của nạp điện tại nhà, cơ hội để cung cấp điện dự phòng trong trường hợp khẩn cấp trong nhà, và ứng dụng cấp điện từ xe đến lưới (V2G).
Nhà sản xuất pin và sản xuất ô tô Trung Quốc BYD đã phát triển F3DM PHEV-100 km cho thị trường Trung Quốc trong tháng 12 năm 2008 và bắt đầu bán hàng cho công chúng ở Thẩm Quyến từ tháng 3 năm 2010. General Motors bắt đầu giao hàng Chevrolet Volt PHEV-100 km ở Mỹ trong tháng 12 năm 2010. Việc giao hàng của Karma Fisker PHEV-80 km bắt đầu ở Mỹ trong tháng 7 năm 2011. Các xe lai sạc điện khác dự kiến sẽ ra thị trường năm 2011 và năm 2012 là xe lai sạc điện Toyota Prius, Xe lai sạc điện Ford C-Max, xe lai sạc điện Volvo V70, xe lai sạc điện Suzuki Swift, và Audi A1 e-tron.
Đến năm 2010 hầu hết các PHEV trên đường ở Mỹ đã được chuyển đổi từ các phương tiện lai thông thường sang xe lai sạc điện, và PHEV nổi bật nhất là chuyển đổi từ Toyota Prius sản xuất năm 2004 hoặc sau đó, chúng có thêm phích cắm và pin có dung lượng tăng lên để mở rộng phạm vi hoạt động chỉ dùng điện Một số quốc gia, bao gồm Hoa Kỳ và một số nước Châu Âu, đã ban hành luật để tạo điều kiện thuận lợi cho việc giới thiệu của PHEV thông qua tài trợ thuế và tín dụng, luật hạn chế phát thải, và tài trợ nghiên cứu và phát triển pin tiên tiến và công nghệ liên quan khác.